# Дмитриев, Дмитрий Дмитриевич
Дми́трий Дми́триевич Дми́триев (род. 13 мая 1962 года, Кирово-Чепецк, Кировская область, РСФСР, СССР) — советский и российский хоккеист, российский тренер.

## Биография
Родился 13 мая 1962 года в Кирово-Чепецке. Воспитанник местной «Олимпии» (первый тренер Г. М. Журавлёв). В её юношеском составе был бронзовым призёром финала первенства СССР среди старших юношей, с 1979 года начал играть в команде мастеров.
В 1981 году в составе первого звена «Олимпии» Дудин—Дмитриев—Обухов был приглашён в команду высшей лиги чемпионата СССР «Химик» (Воскресенск), в сезоне 1983/1984 выступал за тольяттинское «Торпедо» (первая лига), после чего вернулся в «Олимпию», но вскоре перешёл в свердловское СКА.
В 1986—1990 годах выступал за ижевскую «Ижсталь» (в сезоне 1987/1988 игравшую в высшей лиге чемпионата СССР). В сезоне 1990/1991 вновь представлял «Олимпию», после чего на два года прекратил карьеру, занимаясь коммерческой деятельностью.
В 1993 году вернулся к игровой практике в младших лигах, сначала в клубе «Коминефть» из посёлка Нижний Одес, затем в качестве играющего тренера в «Олимпии» (продолжал выступать до 2002 года). В сезоне 1997/1998 был приглашён в «Ижсталь» для участия в переходном турнире команд высшей и Суперлиги.
В 2003 году в составе сборной России, возглавляемой Александром Рагулиным и Эдуардом Ивановым, стал чемпионом мира среди ветеранов.
С 2008 года входит в тренерский штаб кирово-чепецкой «Олимпии», в 2008—2010 и 2012—2014 годах являлся её главным тренером.